# Pospolitky
Pospolitky (Aplousobranchia nebo Aplousobranchiata) je taxon (řád) pláštěnců ze třídy sumek (Ascidiacea).

## Charakteristika
Za popisnou autoritu pospolitek je pokládán francouzsko-argentinský přírodovědec Fernando Lahille, jenž v 80. letech 19. století sumky rozčlenil na základě stavby hltanožaberního vaku. Pospolitky v takovém případě charakterizuje hltan bez vnitřních podélných cév a bez přítomnosti záhybů.
Pospolitky zahrnují zejména koloniálně žijící sumky, ovšem nesdílejí společný plášť ani kloakální část obžaberního prostoru jako koloniální zřasenky. Tělo se typicky dělí na thorax a abdomen, pohlavní orgány se přičemž lokalizují v rámci střevní kličky abdomenu (lokalizace gonád sloužila jako důležitý znak v rámci klasické systematiky sumek). Nepohlavní rozmnožování může probíhat pučením na dlouhých výběžcích – stolonech, které propojují jednotlivé jedince do společných trsů. Pohlavní vývoj zahrnuje planktonní larvu, která se orientací ocasu podobá vršenkám.

## Systematika

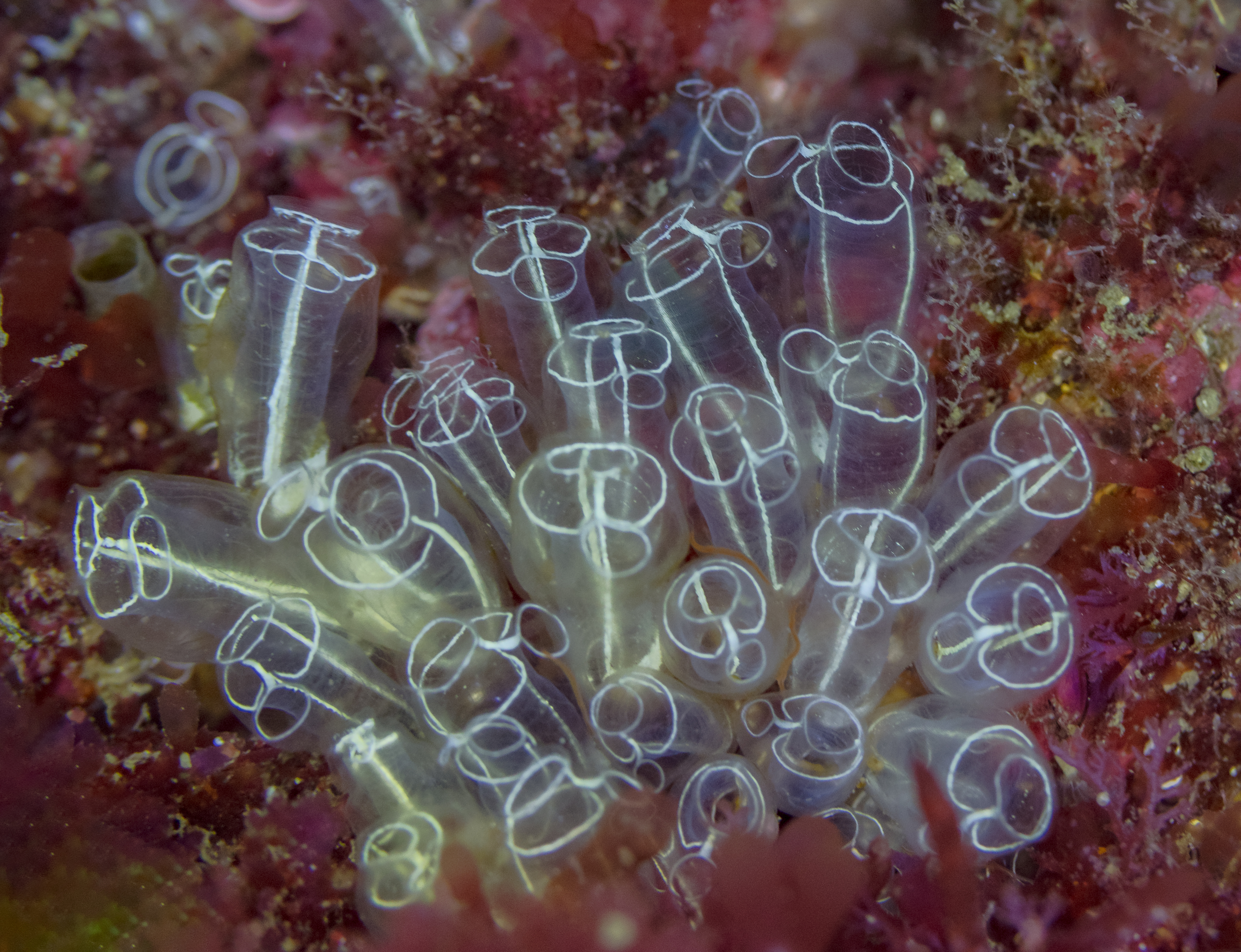
Clavelina lepadiformis

Přehled čeledí (aktuální k 3. 3. 2025):
- Clavelinidae Forbes & Hanley, 1848 – pospolitkovití
- Diazonidae Seeliger, 1906
- Didemnidae Giard, 1872 – didemnovití
- Euherdmaniidae Ritter, 1904
- Holozoidae Berrill, 1950
- Placentelidae Kott, 1992
- Polycitoridae Michaelsen, 1904 – mořničkovití
- Polyclinidae Milne Edwards, 1841 – útesničkovití
- Protopolyclinidae Kott, 1992
- Pseudodistomidae Harant, 1931
- Ritterellidae Kott, 1992
- Stomozoidae Kott, 1990
- Vitrumidae Kott, 2009

U evropského pobřeží je zvláště hojná pospolitka svijonožcovitá (Clavelina lepadiformis), jejíž kolonie připomínají nahloučené trsy podmořských rostlin.
Z fylogenetického hlediska stojí pospolitky jako sesterská skupina vůči sumkám řádu Phlebobranchia (či jsou v rámci nich vnořeny), společně představují sesterskou skupinu vůči salpám (Thaliacea), které v tradičních systémech stojí na úrovni samostatné třídy pláštěnců. Aplousobranchia a Phlebobranchia mohou být sdružovány do společného taxonu Enterogona.